# خانواده سلطنتی سوئد
خانواده سلطنتی سوئد (سوئدی: Svenska kungafamiljen) از سال ۱۸۱۸ شامل اعضای دودمان سلطنتی برنادوت است که به پادشاه سوئد نزدیک هستند. امروزه، اعضای شناخته‌شده توسط دولت، حق دریافت عنوان‌ها و سبک‌های سلطنتی (شیوهٔ خطاب) را دارند و وظایف رسمی و تشریفاتی دولت را انجام می‌دهند. خانوادهٔ گستردهٔ پادشاه (سوئدی: Sveriges kungliga familj) شامل بستگان نزدیک غیر سلطنتی هستند که به‌طور رسمی نمایندهٔ کشور نیستند.

## تاریخچه

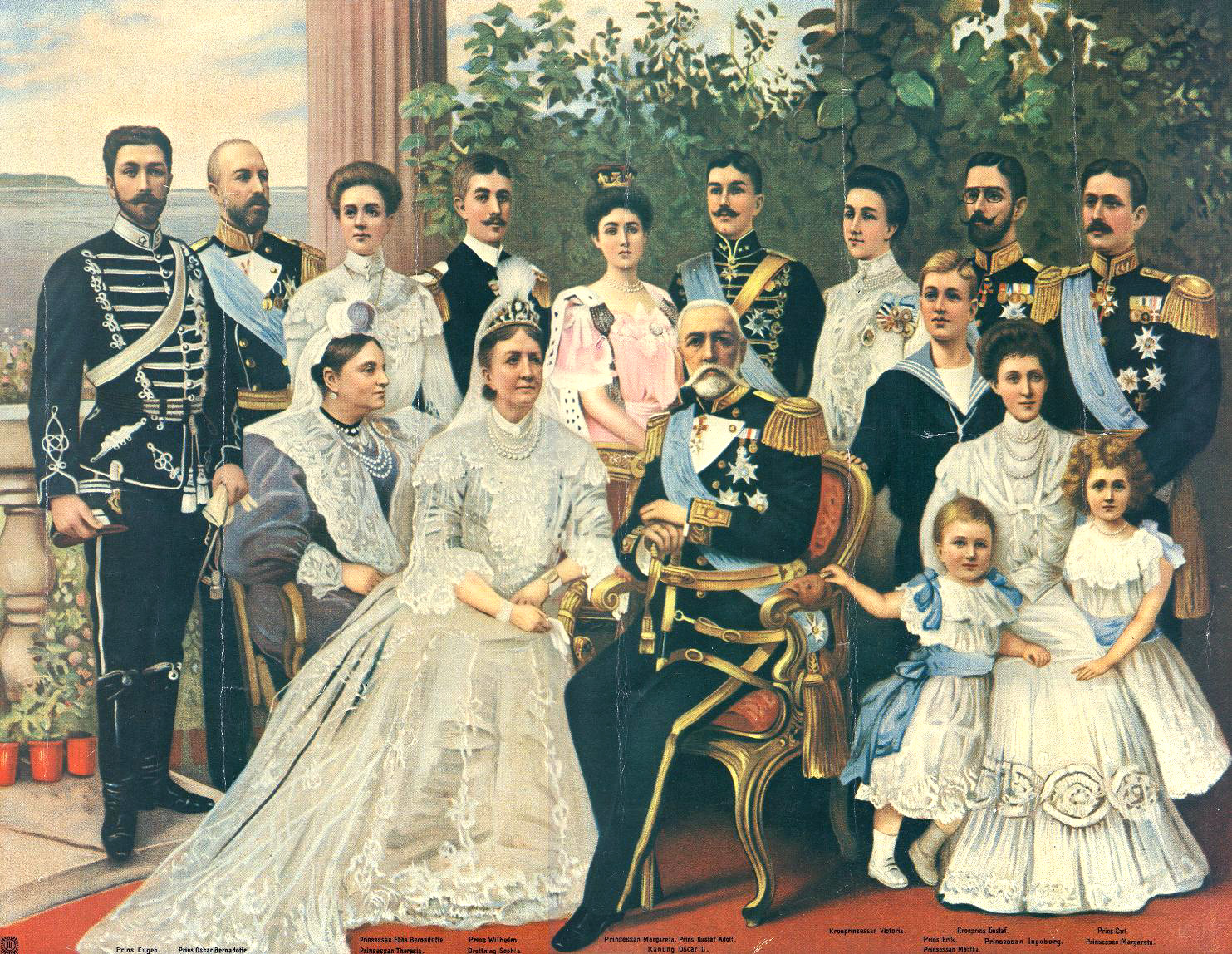
خانواده سلطنتی سوئد (شامل اعضای خانواده گسترده) در سال ۱۹۰۵.

وجود داشتن خانواده سلطنتی سوئد به عنوان رئیس دولت از ابتدای سدهٔ دهم میلادی قابل شناسایی است و در طول دو یا سه سده پس از آن، جزئیات بیشتری به خود گرفته است. یکی از موارد استثنایی، قدیسه بیرگیتا (۱۳۷۳–۱۳۰۳ میلادی) است که خارج از سوئد به عنوان شاهدخت نرکه شناخته می‌شد. این عنوان به نظر می‌رسد عنوانی اشرافی بوده است، نه سلطنتی، زیرا او دختر پادشاه نبود. پادشاهان تأییدشده تاریخی رسماً توسط دربار سلطنتی سوئد فهرست شده‌اند.